# 천사의 사랑
천사의 사랑(My Rainy Days)은 일본에서 제작된 칸치쿠 유리 감독의 2009년 드라마, 멜로/로맨스 영화이다. 사사키 노조미 등이 주연으로 출연하였고 우메무라 야스시 등이 제작에 참여하였다.

## 출연

### 주연
- 사사키 노조미
- 타니하라 쇼스케

### 조연
- 야마모토 히카루
- 오오이시 미츠키
- 카가미 사키
- 후카미 모토키
- 후키코시 미츠루
- 나나카
- 사카이 와카나
- 쇼후쿠테이 츠루코
- 츠다 칸지
- 와카무라 마유미